# Alicia (növénynemzetség)
Az Alicia a Malpighiales rendjébe és a malpighicserjefélék (Malpighiaceae) családjába tartozó nemzetség.

## Rendszerezés
A nemzetségbe az alábbi 2 faj tartozik:
- Alicia anisopetala (A.Juss.) W.R.Anderson
- Alicia macrodisca (Triana & Planch) Griseb.